# مسييه 96

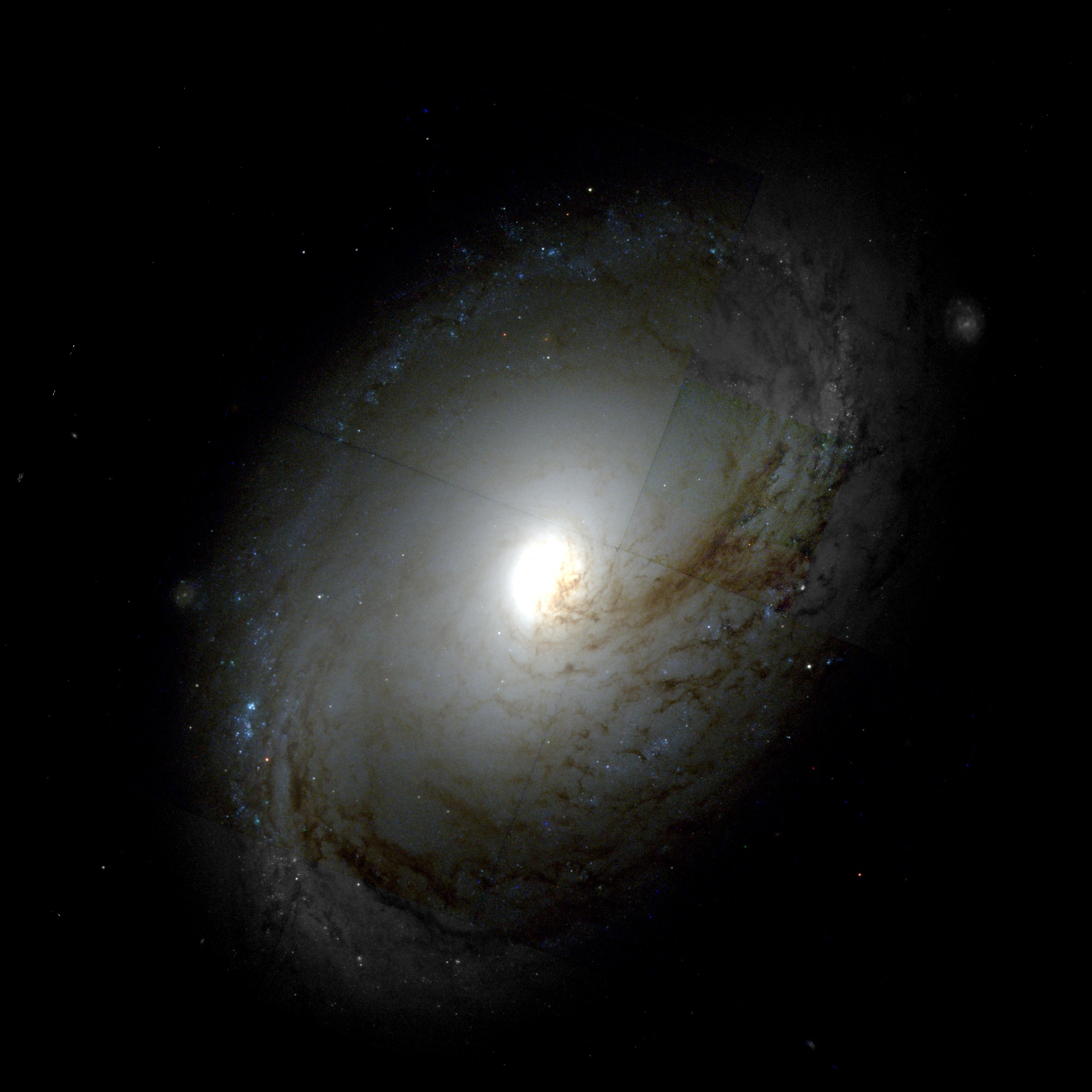
مجرة مسييه 96.

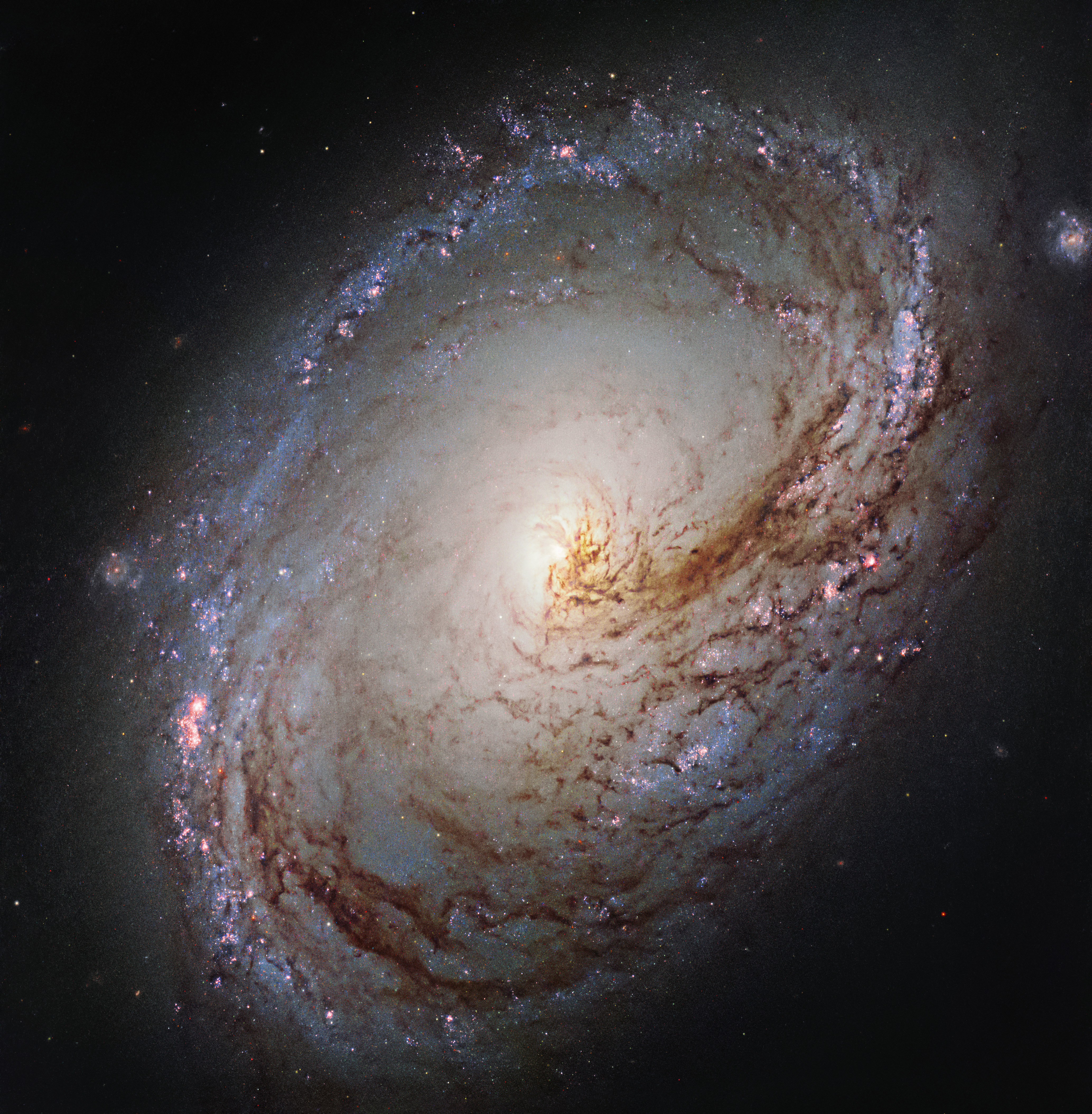
مسييه 96

مسييه 96 أو م96 أو إن جي سي 3368 هي عبارة عن مجرة حلزونية تقع في كوكبة الأسد. مسييه 96 هي جزء من مجموعة مجرات مسييه 96 وهي ألمع المجرات فيها بالنسبة لنا حيث يبلغ قدرها الظاهري 10 تقريباً، ولهذا فقد سُميّت المجموعة نسبة إليها. تبعد هذه المجرة 31 مليون سنة ضوئية عنا وقد اكتشفها الفلكي بيير ميشان في عام 1781م. تملك م96 أذرعاً غير متناسقة وغير متشابهة ومركزاً مُزاحاً عن موضعه، وربما سبب هذا هو قوى الجذب من المجرات المجاورة لها. تضم مجموعة المجرات التي تنتمي إليها هذه المجرة مجرتين أخرى ين ضمن فهرس مسييه، وهما مسييه 95 ومسييه 105.

## وصلات خارجية
- NOAO: م96
- SEDS: المجرة الحلزونية م96